# Jezioro Zawadzkie (powiat ełcki)
Jezioro Zawadzkie (niem. Muxt-See) – jezioro w woj. warmińsko-mazurskim, w powiecie ełckim, na terenie Pojezierza Ełckiego.

## Położenie i morfometria
Jezioro położone w centralnym mikroregionie Pojezierza Ełckiego – na Pojezierzu Łaśmiadzkim. Leży na obszarze gminy Stare Juchy, przy wsi Zawady Ełckie. W dużej mierze otoczone jest pasem zadrzewień, które w zachodniej części tworzą nieduży las. Większość otoczenia stanowią pola i łąki, a około ⅓ osiedla. Wpada do niego kilka drobnych cieków, a ciek wypływający z niego na południu łączy je z jeziorem Łaśmiady. Składa się z dwóch części – mniejszej, południowej i większej, północnej – połączonych cieśniną. W północno-środkowej części znajduje się wyspa. Kolejne parametry to: długość linii brzegowej – 5 900 m, rozwinięcie linii brzegowej – 1,7 i wskaźnik odsłonięcia – 35,6.
Dno południowej części jest częściowo pokryte gytią, fragmenty są piaszczyste.

## Wykorzystanie gospodarcze
Jezioro jest dzierżawione przez Gospodarstwo Jeziorowe w Ełku. W pierwszej dekadzie XXI w. zarybiało ono jezioro następującymi gatunkami ryb: karaś pospolity, sandacz, szczupak pospolity, sum europejski i węgorz europejski.
Jezioro jest intensywnie wykorzystywane turystycznie. Znajduje się nad nim zmodernizowana w 2010 roku plaża wiejska.

## Stan środowiska
Wśród roślinności fitolitoralu występuje m.in. szuwar wąskopałkowy, a dominuje szuwar trzcinowy. Strefa elodeidów zajmuje mniej więcej ¼ powierzchni, a występują w niej m.in. wywłócznik kłosowy, moczarka kanadyjska, rdestnice i ramienice. Nymfeidy są dość rzadkie, reprezentowane głównie przez grążela żółtego.
Wśród ryb występują: szczupak, sandacz, węgorz, sum, okoń europejski, karp, karaś, lin, leszcz, jaź, płoć.
Jezioro Zawadzkie było objęte Państwowym Monitoringiem Środowiska w latach 90. XX w. W 1990 roku jego stan określono jako III klasę czystości. Lepszą ocenę – II klasę – uzyskało w 1994 roku, kiedy określono również jego kategorię podatności na degradację jako III.
Podobnie jak większość jezior powiatu ełckiego objęte jest strefą ciszy. Wraz z najbliższą okolicą leży na terenie Obszaru Chronionego Krajobrazu Pojezierza Ełckiego.